# Колегов, Егор Васильевич
Егор Васильевич Колегов (Василей Ёгор; 21 апреля 1895, Ыб, Коми АССР — 19 октября 1937, Ыб, Коми АССР) — коми поэт.

## Биография
Родился 21 апреля 1895 года в селе Ыб Усть-Сысольского уезда Вологодской губернии в крестьянской семье. В сельской школе он проучился всего три года. В дальнейшем он работал сезонным рабочим, грузчиком, печником, секретарем народного суда, председателем Верховного суда Коми области, редактором Коми книжного издательства.
Писать стихи начал рано, однако возможность опубликовать их появилась только в 1921 году. Получил известность как поэт-сатирик и детский поэт. Его произведения были высоко оценены литературоведами и читателями.
Самые значительные произведения — «Пöсь пывсян» («Жаркая баня», 1924), «Крам-праздник» («Престольный праздник», 1923), «Колльöдöм» («Проводы», 1924), «Ада-рая костын» («Между адом и раем», 1927), «Вежа пирöг» («Освященный пирог», 1928).
Занимался переводами на коми язык произведений русских классиков: А. Чехова, В. Маяковского, Д. Бедного, М. Светлова и других.
Скончался 19 октября 1937 года.